# Тохиве
Тохиве (также Тохия) (фр. Tohiea) — гора, самая высокая точка острова Муреа во Французской Полинезии. Высота — 1207 м. На его склонах находится много ручьёв и плодородных почв.
Рядом с мысом Бельведер проходят пешеходные маршруты, двигаясь по которым можно увидеть Мон-Руутуи, два залива и три полуострова Муреа. Гора Тохиве — это спящий вулкан, который хорошо виден из Папеэте, столицы Французской Полинезии. Окружающие вершины почти такие же высокие, как гора Тохиве.